# بئر المكسور

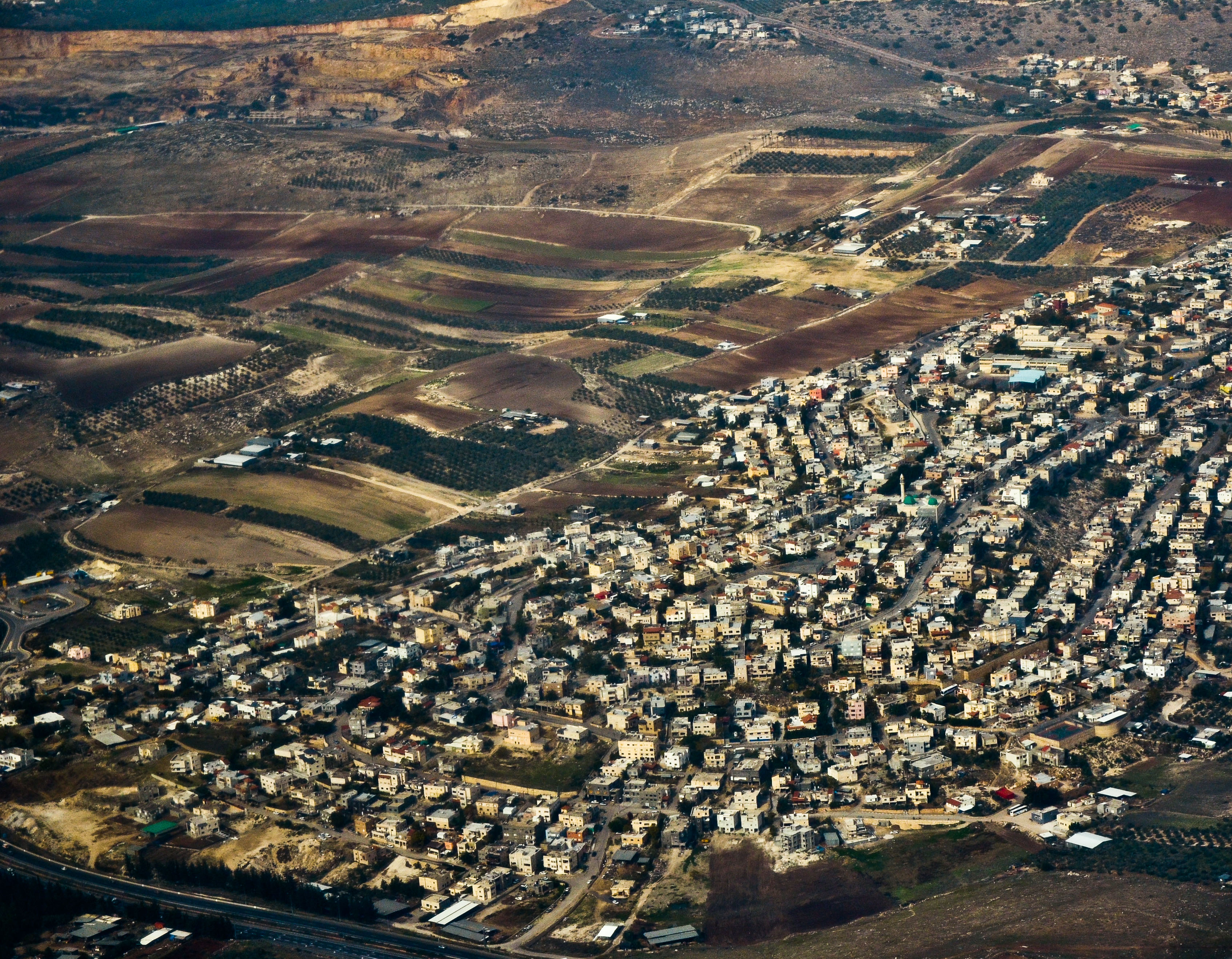
مشهد جوي لقرية بئر المكسور، أواخر عام 2014.

بئر المكسور (بالعبرية: בִּיר אֵל-מַכְּסוּר) هي قرية عربيّة بدويّة تقع في لواءِ الشّمال حسب التقسيم الإداري الإسرائيلي، وتحديدًا في منطقةِ الجليل الأسفل جنوب شرقي مدينة شفاعمرو. ترتفع عن مُستوى البحر حوالي 249 مترًا، ويبلغ إجماليّ مساحتها 4,554 دونم. تأسّس المجلس المحلّي فيها عام 1990 ويترأسهُ السيّد خالِد حجيرات. ووفقًا للمكتب المركزي للإحصاء يبلغ عدد سكان القرية 9959 نسمة في نهاية عام 2021 .

## التسمية
سميت بئر المكسور بهذا الاسم نسبة لانفجار عين الماء الموجودة فيها بقوة شديدة، فانكسر جزء من الجدار الشرقي للبئر، فأطلقت هذه التسمية على القرية.

## التعليم
حسب احصائيات دائرة الاحصاء المركزية لعام 2021 بلغ عدد التلاميذ في القرية 2224 تلميذ. في القرية 4 مدارس، منها مدرستان ابتدائيتان ومدرسة اعدادية واخرى ثانوية. نسبة الطلاب الحاصلين على شهادة البجروت في القرية لعام 2021 54.5% من طلاب صفوف الثاني عشر. وبلغت نسبة الطلاب المتسربين في القرية 0.34% من عدد الطلاب في القرية. وبلغت عدد الطلاب الاكادميين 2.2%.

## أعلام
- محمد غدير